# Burco
Burco (arab. برعو) – miasto w Somalii, na terenie Somalilandu. Według danych na rok 2005 miasto liczyło 96 463 mieszkańców. Jest to trzecie co do wielkości miasto Somalii.
Całkowicie zniszczone przez rząd podczas operacji przeciw rebeliantom w 1988 roku (bombardowania), odbudowane po powrocie mieszkańców w 1991 roku.